# 戈马恩哈桑
戈马恩哈桑（Gho Manhasan），是印度查谟-克什米尔邦Jammu县的一个城镇。总人口3709（2001年）。

## 人口
该地2001年总人口3709人，其中男性1951人，女性1758人；0—6岁人口448人，其中男257人，女191人；识字率67.32%，其中男性为73.60%，女性为60.35%。